# Lac Ojoguino
Le lac Ojoguino (en russe : Ожогино озеро) est un grand lac d'eau douce peu profond à Sakha, en Russie. D'une superficie de 157 km2, il gèle à la fin de septembre et reste gelé jusqu'en juin. La rivière Ojoguine (affluent de l'Indiguirka) est un émissaire du lac.

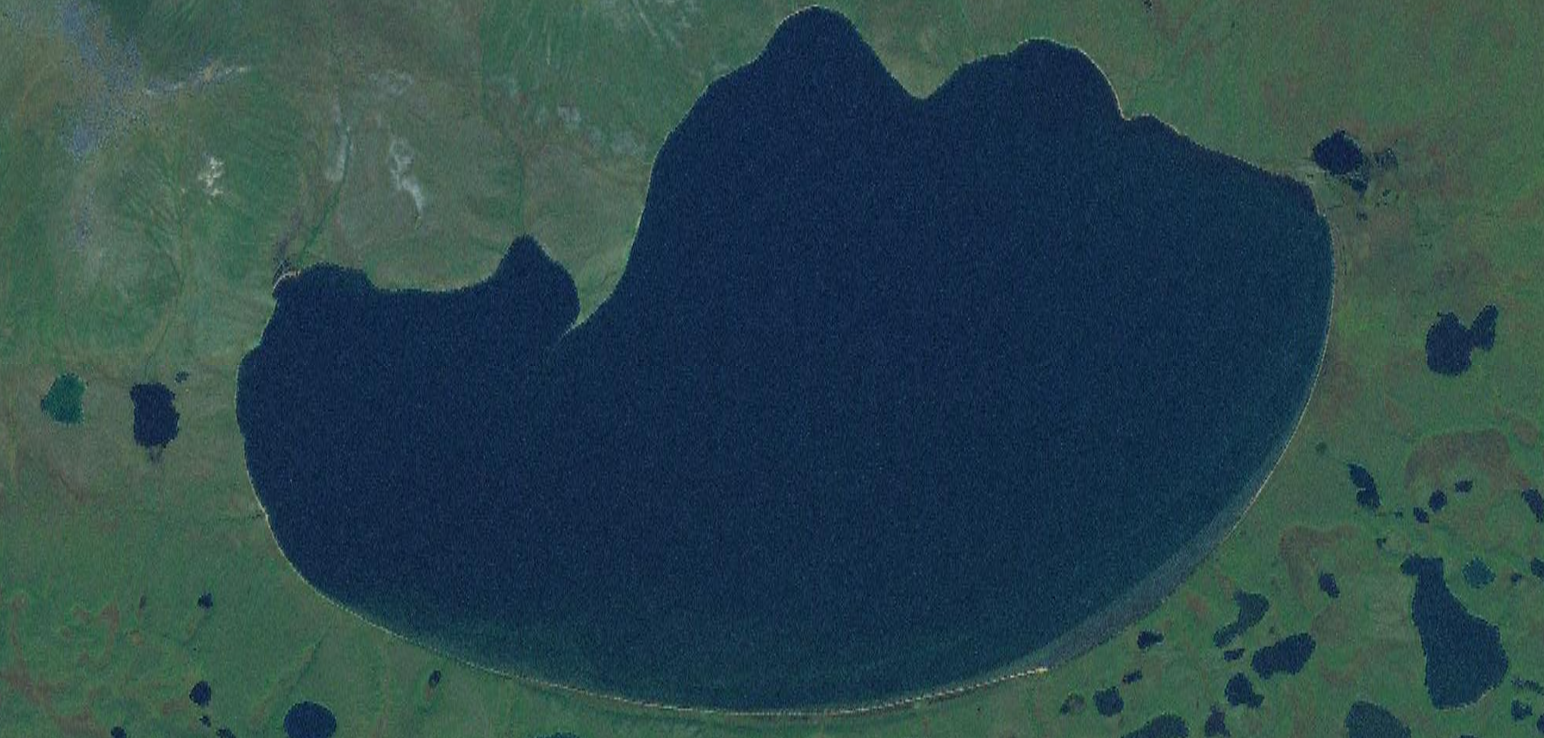
Image satellite du lac.